# Branchiura sowerbyi
Espèce
Branchiura sowerbyi est une espèce de ver aquatique oligochète de la famille des Naididae (ou Tubificidae), décrit par le naturaliste Frank Evers Beddard en 1892,,,,. 
Avec une taille de 20 à 185 mm de long, c'est l'un des plus grands tubificidés connus. 
Sa biologie est relativement bien connue car, facile à élever, il a été bien étudié dans les régions tempérées, où il a été introduit.

## Habitats
Dans son aire d'origine, il est communément trouvé dans des milieux aquatiques riches en matières organiques (en zone tropicale, mais aussi dans certaines régions tempérées).

## Aire actuelle de répartition
Ce ver d'origine subtropicale a été introduit par l'Homme hors de sa zone d'origine (présence prouvée dans 22 pays européens en 2009, jusqu'en Serbie et en Grèce où sa présence a été confirmée, respectivement en 2005 et en 2009).
Il a d'ailleurs été scientifiquement décrit par Beddard en 1892 à partir d'exemplaires trouvés dans un réservoir d'eau du Royal Botanical Society's Garden qui accueillait des plantes du monde entier. 
L'espèce, relativement résistante à divers polluants et pesticides a ensuite peu à peu été retrouvée dans un nombre croissant de régions tempérées où elle se montre parfois invasive. 
Ce ver est maintenant retrouvé dans le système des Grands Lacs nord américainsau moins depuis la fin des années 1990 et même dans des systèmes insulaires (ex Açores où sa présence a été confirmée en 2009.
Comme pour d'autres espèces d'origines tropicales, sa remontée vers le nord pourrait être favorisée par le réchauffement climatique.

## Cycle de vie, reproduction
Ex situ (en laboratoire), ce ver se reproduit deux fois par an : une première fois entre la 5e et 24e semaine puis une seconde fois (avec moins de cocons produits) entre la 31e et la 51e semaine. Tous les auteurs qui ont tenté son élevage ont rapporté un taux d'éclosion faible (33,08 % des œufs), comme chez d'autres tubificidae sans doute selon Wisviewsky (1979) en raison de parasitoses ou attaques de microorganismes au stade embryon. Ce faible taux d'éclosion est toutefois ensuite compensé par un taux très élevé de survie des jeunes (96 % environ en condition de laboratoire). Les œufs sont visibles à la lumière à travers le cocon qui mesure environ 3 à 4 mm (et on peut ainsi les compter).
Un suivi hebdomadaire étalé sur 52 semaines de vers élevés dans une eau maintenue à environ 25 °C (25 ± 1 °C) a montré que - à cette température - les jeunes sortent du cocon après 14 à 16 jours de développement. Le taux de croissance spécifique quotidien et  ensuite de 0,91 ± 0,04 % (moyenne ± écart type) et la maturité sexuelle est atteinte à environ 40,83 ± 6,88 jours.

## Espèce invasive
Dans les milieux qui lui conviennent, il peut parfois bouleverser les communautés benthiques autochtones.
Ainsi 
- au Brésil où il est exotique (Aston 1968)[17], on le trouve maintenant communément dans des réservoirs et milieux lentiques où il est devenu l'espèce benthique la plus importante en nombre ou biomasse[18],[19],[20].
- En Afrique, dans le lac Naivasha du Kenya RABURU & al. (2002) ont estimé que sa productivité atteint 7,43 g de matière sèche par mètre carré, à comparer à celle de l'oligochaete  Limnodrilus hoffmeisteri Claparede, 1862 qui n'est que de 0,65 g/m2 de matière sèche[6].

## Usages avérés ou potentiels
Étant donné la facilité de son élevage, et sa productivité il a été suggéré, au Brésil notamment, qu'il pourrait être utilisé pour produire de la nourriture pour piscicultures .
Comme il est facile à capturer et manipuler, et qu'il est souvent présent dans des milieux où Tubifex tubifex sont rares ou absents (DUCROT et al.  2007), plusieurs auteurs ont proposé qu'il puisse aussi être utilisé en remplacement des tubifex comme espèces d'intérêt écotoxicologique et/ou comme bioindicateur (c'est le cas par exemple de Keilty et al. en 1988, Marchese & Brinkhurst en 1996 ou encore Ducrot & al. en 2007).